# Abonament radiowo-telewizyjny
     Abonament i reklamy
     Abonament, reklamy i dotacje rządowe
     Podatek za rachunki za prąd, reklamy i inne podatki
     Podatek za rachunki za prąd, reklamy
     Konkretny podatek (nawet w przypadku braku odbiornika), dotacje rządowe i reklamy
     Konretny podatek (nawet w przypadku braku odbiornika) i reklamy
     Konkretny podatek (nawet w przypadku braku odbiornika)
     Dotacje rządowe i reklamy
     Tylko dotacje rządowe
     Brak telewizji publicznej, tylko komercyjna
     Brak danych

Finansowanie europejskich nadawców publicznych:
Abonament
Abonament i reklamy
Abonament, reklamy i dotacje rządowe
Brak abonamentu, w zamian konkretny podatek
Podatek za rachunki za prąd, reklamy i inne podatki
Podatek za rachunki za prąd, reklamy
Konkretny podatek (nawet w przypadku braku odbiornika), dotacje rządowe i reklamy
Konretny podatek (nawet w przypadku braku odbiornika) i reklamy
Konkretny podatek (nawet w przypadku braku odbiornika)
Brak abonamentu
Dotacje rządowe i reklamy
Tylko dotacje rządowe
Inne
Brak telewizji publicznej, tylko komercyjna
Brak danych

Abonament radiowo-telewizyjny, także abonament RTV – opłata mająca na celu umożliwienie realizacji misji publicznej telewizji i radia. Obok finansowania z budżetu państwa (inaczej dotacji rządowych) jest to najpowszechniejszy sposób finansowania mediów publicznych w Europie.
Najczęściej kryterium jego naliczania jest fakt posiadania odbiornika radiofonicznego lub telewizyjnego. W polskim prawie opłaty abonamentowe pobiera się za używanie odbiorników radiofonicznych oraz telewizyjnych, przy domniemaniu, że osoba, która posiada odbiornik radiofoniczny lub telewizyjny w stanie umożliwiającym natychmiastowy odbiór programu, używa tego odbiornika.

## Luksemburg
W Luksemburgu nigdy nie obowiązywał abonament RTV, pomimo obecności na tamtejszym rynku mediowym nadawcy pełniącego rolę telewizji publicznej – RTL (Radio Télévision Luxembourg, RTL Télé Lëtzebuerg). Telewizja ta nie stanowi jednak własności publicznej, a rząd nie ma wpływu na nadawane treści.

## Polska
W Polsce obowiązek opłacania abonamentu wynika z uregulowań ustawowych, m.in. z ustawy z dnia 29 grudnia 1992 r. o radiofonii i telewizji, a następnie z ustawy z dnia 21 kwietnia 2005 r. o opłatach abonamentowych. O wysokości abonamentu RTV decyduje Krajowa Rada Radiofonii i Telewizji, zaś instytucją odpowiedzialną za jego ściąganie jest Poczta Polska.
W 2024 ściągalność abonamentu w Polsce wynosiła ok. 45%, a według danych podawanych przez KRRiT w latach 2001–2011 obserwowano tendencję spadkową – np. w 2001 roku terminowo wpłacane w Małopolsce było ok. 2,1 mln zł, zaś w 2012 roku było to zaledwie 563 tys. zł. W roku tym zanotowano nieznaczny, nominalny wzrost ściągalności – zdaniem Poczty Polskiej – głównie ze względu na zwiększenie uprawnień w zakresie jego egzekucji.
Kwestia legalności abonamentu w Polsce budzi kontrowersje. W ocenie części prawników (m.in. z Kancelarii Prawnej Media czy tych współpracujących z serwisem Bezprawnik.pl) Poczta Polska w odniesieniu do wybranych abonentów często domaga się zapłaty bezprawnie, w związku z niedopełnieniem w latach 2007–2008 obowiązku poinformowania o nadaniu indywidualnych numerów identyfikacyjnych, a w konsekwencji wyrejestrowaniem urządzeń RTV lub poprzez kontrole gospodarstw domowych czy posiadanych pojazdów wyposażonych w odbiorniki bez zgody właścicieli. Zgodnie z rozporządzeniem Ministra Transportu z 25 września 2007 operator publiczny (wówczas Poczta Polska) powinien był w ciągu roku od wejścia w życie rozporządzenia nadać i wysłać posiadaczom książeczek opłaty abonamentowej nowe numery. Zgodnie z obowiązującymi przepisami wymóg ten nakładał na operatora jedynie przesłanie, a nie doręczenie takowego zawiadomienia. Jeżeli abonent nie otrzymał zawiadomienia o nadaniu mu numeru identyfikacyjnego, miał możliwość złożenia reklamacji bądź uzyskania informacji w placówce pocztowej. Zgodnie z rozporządzeniem po roku dotychczas wydane książeczki utraciły ważność jako dowody zarejestrowania odbiorników RTV – nie oznacza to jednak, że ważność straciły obowiązujące rejestracje RTV. Została tylko zamieniona forma płatności. W Internecie można natrafić na wiele sprzecznych informacji, w których rzekomo Poczta Polska nie jest w stanie się z tego obowiązku wywiązać i odstępuje od sprawy, jednak są to fałszywe informacje. Poczta Polska S.A. posiada duplikaty (komputerowe wydruki) wygenerowanych zawiadomień, które zostały wysłane w 2008 roku do wszystkich posiadaczy zarejestrowanych odbiorników RTV. Prawidłowość powyższego postępowania została potwierdzona wyrokami sądów, jak również wyrokiem Trybunału Konstytucyjnego z dnia 16 marca 2010 roku, sygn. akt K 24/08, w którym Trybunał Konstytucyjny orzekł o zgodności z Konstytucją przepisów art. 7 ust. 1, 3, 5 i 6 ustawy o opłatach abonamentowych.
W 2023 roku Naczelny Sąd Administracyjny ogłosił wyrok, według którego obowiązek opłacenia abonamentu RTV dotyczy również użytkowników komputerów, tabletów i telefonów, którzy wykorzystują te urządzenia do odbioru radia i telewizji
W przeprowadzonym w 2012 roku badaniu 73% ankietowanych Polaków wypowiedziało się za zniesieniem abonamentu. W badaniu z 2023 roku liczba ta wzrosła aż do 80 procent.
Krytycznie o abonamencie RTV wypowiedział się również Rzecznik Praw Obywatelskich, Marcin Wiącek, wysyłając apelacje do Ministerstwa Kultury i Dziedzictwa Narodowego oraz Prezesa Rady Ministrów w sprawie reformy.
W 2024 roku rozpoczęto prace nad wprowadzeniem nowej ustawy medialnej, która ma znieść abonament RTV i zastąpić ją obowiązkową opłatą powiązaną z podatkiem dochodowym. Zmiany mają być wprowadzone do końca 2025.

## Wielka Brytania
W Wielkiej Brytanii abonament radiowy został zniesiony w lutym 1971. Mimo to, w ramach licencji telewizyjnej, pokrywane są koszty kilku stacji radiowych: sieć BBC, radia regionalne i lokalne, oraz koszty odbioru krajowego programu BBC poza granicami Wielkiej Brytanii.
Wysokość opłaty abonamentowej za posiadanie kolorowego odbiornika TV wynosi £145,50 rocznie, a czarno-białego – £49. TV można też odbierać lub nagrywać na innym sprzęcie, np. laptopie czy telefonie komórkowym, i wówczas obowiązuje taka sama opłata. Użytkownik, który posiada taki sprzęt, ale nie odbiera ani nie nagrywa programów TV, powinien zgłosić tę sytuację do urzędu TV Licensing. Urząd może dokonywać wyrywkowych kontroli takich użytkowników. Kara za brak licencji w razie stwierdzenia jej wymagalności wynosi do £1000.
Osoby ze znacznymi wadami wzroku oraz niewidome są uprawnione do 50% zniżki w opłacie licencyjnej.
Osoby powyżej 75 lat są zwolnione z opłaty licencyjnej. Otrzymują licencję bezpłatną, nawet jeśli mieszkają z młodszymi domownikami. Osoby w wieku 74 lat mogą aplikować o tymczasową licencję, tańszą, ważną do dnia ich 75. urodzin, kiedy to zostaną całkowicie zwolnieni z opłaty.
Jedna licencja obejmuje oglądanie i nagrywanie TV w jednym miejscu, np. w domu. W razie oglądania lub nagrywania programów TV także w innych miejscach, np. samochodzie lub w pracy, na te miejsca potrzebne są dodatkowe licencje.

## USA
W Stanach Zjednoczonych Ameryki nie ma ustawowego abonamentu radiowo-telewizyjnego oraz ustawowych opłat. Odpowiednikiem publicznego radia jest Voice of America (Głos Ameryki), a publicznej telewizji Public Broadcasting Service.

## Czechy
W Czechach abonament radiowo-telewizyjny płacą odbiorcy energii elektrycznej. Przepisy czeskie zobowiązują przedsiębiorstwo energetyczne, na żądanie wyrażone przez radio i telewizję publiczną, do poinformowania o przyłączonych odbiorcach energii elektrycznej. Przedsiębiorstwo energetyczne nie zajmuje się jednak pobieraniem abonamentu RTV, ani też zaległych należności z tego tytułu.

## Finlandia
W Finlandii wprowadzono powszechny podatek progresywny. Wysokość opłaty dla gospodarstwa domowego wynosi od 50 do 140 Euro – zależnie od dochodów. Dla firm przewidziano wyższe kwoty.

## Francja
We Francji najważniejszym źródłem dochodów mediów publicznych jest corocznie rewaloryzowany i powszechny abonament radiowo-telewizyjny, zwany również opłatą audiowizualną. Oprócz tego istnieje jeszcze podatek audiowizualny w wysokości 1,5% lub 3% od wpływów z reklam pochodzących od największych nadawców komercyjnych oraz podatek od obrotów operatorów telekomunikacyjnych w wysokości 0,9%.

## Niemcy
W Niemczech na każde mieszkanie przypada jednolita opłata radiowo-telewizyjna w wysokości 18,36 Euro – niezależnie od liczby znajdujących się w nim odbiorników. Obowiązuje ona również, gdy w mieszkaniu nie znajduje się żaden odbiornik.